# Keilschwanzsittiche
Die Keilschwanzsittiche (Aratinga) sind eine der Vogelgattung  aus der Familie der Eigentlichen Papageien (Psittacidae). Sie sind in Süd- und Mittelamerika zwischen 30° Nord und 35° Süd beheimatet.
Diese Papageien haben einen langen, abgestuften Schwanz. Die mittleren Steuerfedern sind verlängert. Die Kopfseiten sind vollbefiedert, nur der Augenring  ist nackt. Der Schnabel ist kurz und recht breit. Keilschwanzsittiche sind meist Höhlenbrüter, manche Arten brüten aber auch in Felsspalten.

## Systematik und Arten
Früher wurden, je nach Autor, zwischen 15 und 24 Arten mit 53 bis 57 Unterarten zu dieser Gattung gezählt. Jedoch wurde aufgrund molekulargenetischer Untersuchungen festgestellt, dass einerseits der Pavuasittich (Psittacara leucophtalmus) nur entfernt mit den meisten anderen Aratinga-Arten verwandt ist, andererseits der traditionell zur Gattung Nandayus gezählte Nandaysittich ihnen verwandtschaftlich sehr nahe steht, die Gattung in ihrer bisherigen Zusammensetzung also polyphyletisch ist. J. V. Remsen, Jr. schlug daher vor, die Mehrzahl der Arten in die Gattungen Eupsittula, Psittacara und Thectocercus zu übertragen. Dieser Vorschlag fand in der Fachwelt breite Zustimmung.
Zur Gattung Aratinga gehören daher nur noch folgende Arten.
- Goldscheitelsittich (Aratinga auricapilla)
- Jendayasittich (Aratinga jandaya)
- Schwefelbrustsittich (Aratinga maculata)
- Sonnensittich (Aratinga solstitialis)
- Weddellsittich (Aratinga weddellii)
- Nandaysittich (Aratinga nenday) – früher in der Gattung Nandayus

Folgende Arten werden nun anderen Gattungen zugeordnet.
Gattung Eupsittula:
- Goldstirnsittich (Eupsittula aurea)
- Kaktussittich (Eupsittula cactorum)
- Elfenbeinsittich (Eupsittula canicularis)
- Guadeloupe-Sittich † (Eupsittula labati)
- Jamaikasittich (Eupsittula nana)
  - Aztekensittich (Eupsittula nana astec)
- Braunwangensittich (Eupsittula pertinax)

Gattung Psittacara:
- Chapmans Sittich (Psittacara alticolus)
- Socorrosittich (Psittacara brevipes)
- Haitisittich oder Grünflügelsittich (Psittacara chloropterus)
- Guayaquilsittich (Psittacara erythrogenys)
- Kubasittich (Psittacara euops)
- Veraguasittich (Psittacara finschi)
- Hockingsittich (Psittacara hockingi)
- Grünsittich (Psittacara holochlorus)
- Pavuasittich (Psittacara leucophthalmus)
- Rotmaskensittich (Psittacara mitratus)
- Rotkehlsittich ( Psittacara rubritorquis)
- Mexikosittich (Psittacara strenuus)
- Kolumbiasittich (Psittacara wagleri)

Gattung Thectocercus:
- Spitzschwanzsittich (Thectocercus acuticaudatus)